# Штайслінген
Штайслінген (нім. Steißlingen) — громада в Німеччині, знаходиться в землі Баден-Вюртемберг. Підпорядковується адміністративному округу Фрайбург. Входить до складу району Констанц.
Площа — 24,52 км2. Населення становить 4932 ос. (станом на 31 грудня 2020).